# Heimatsiedlung
Koordinaten: 50° 5′ N, 8° 40′ O

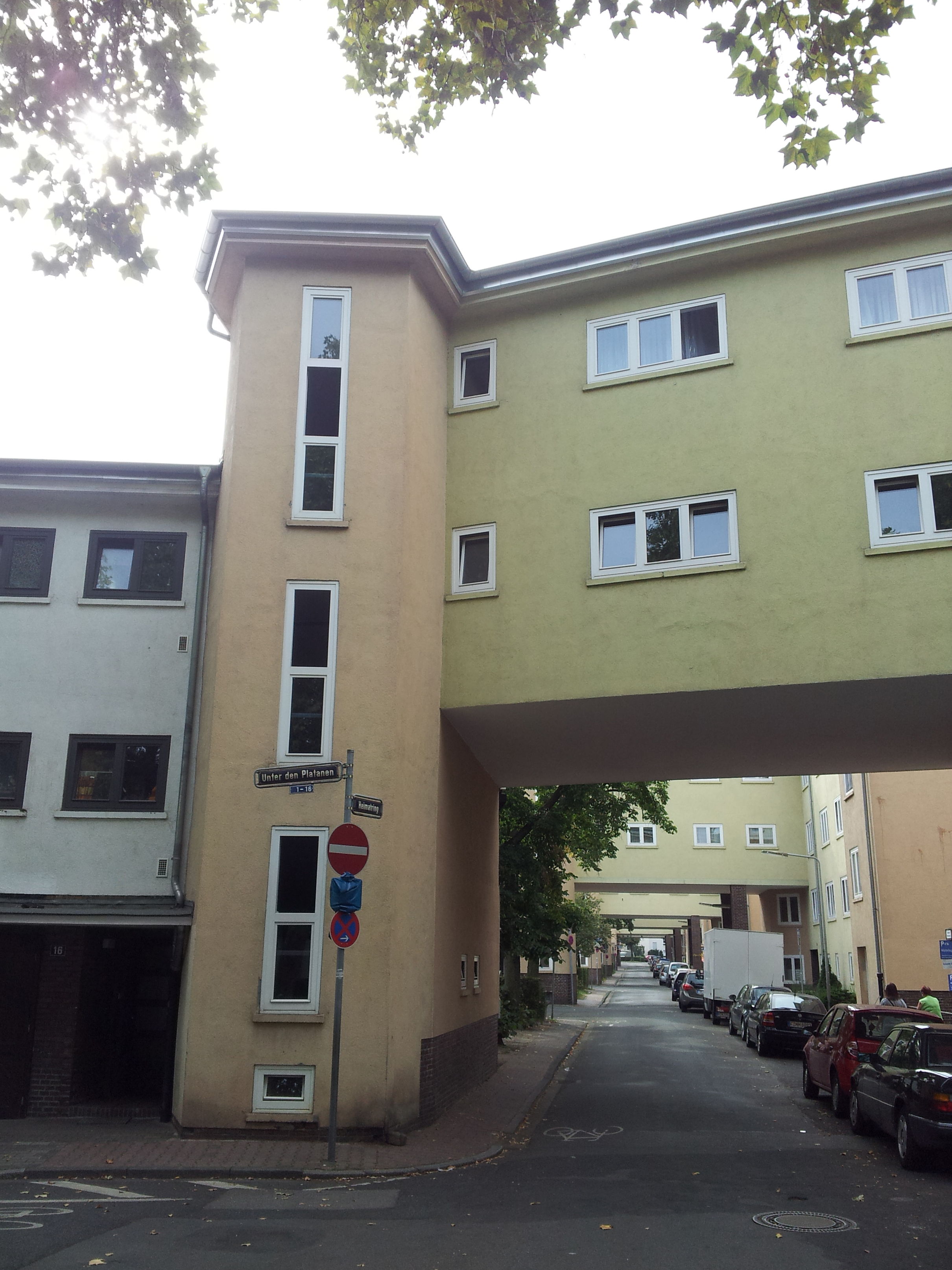
Heimatring, Ecke Unter den Platanen

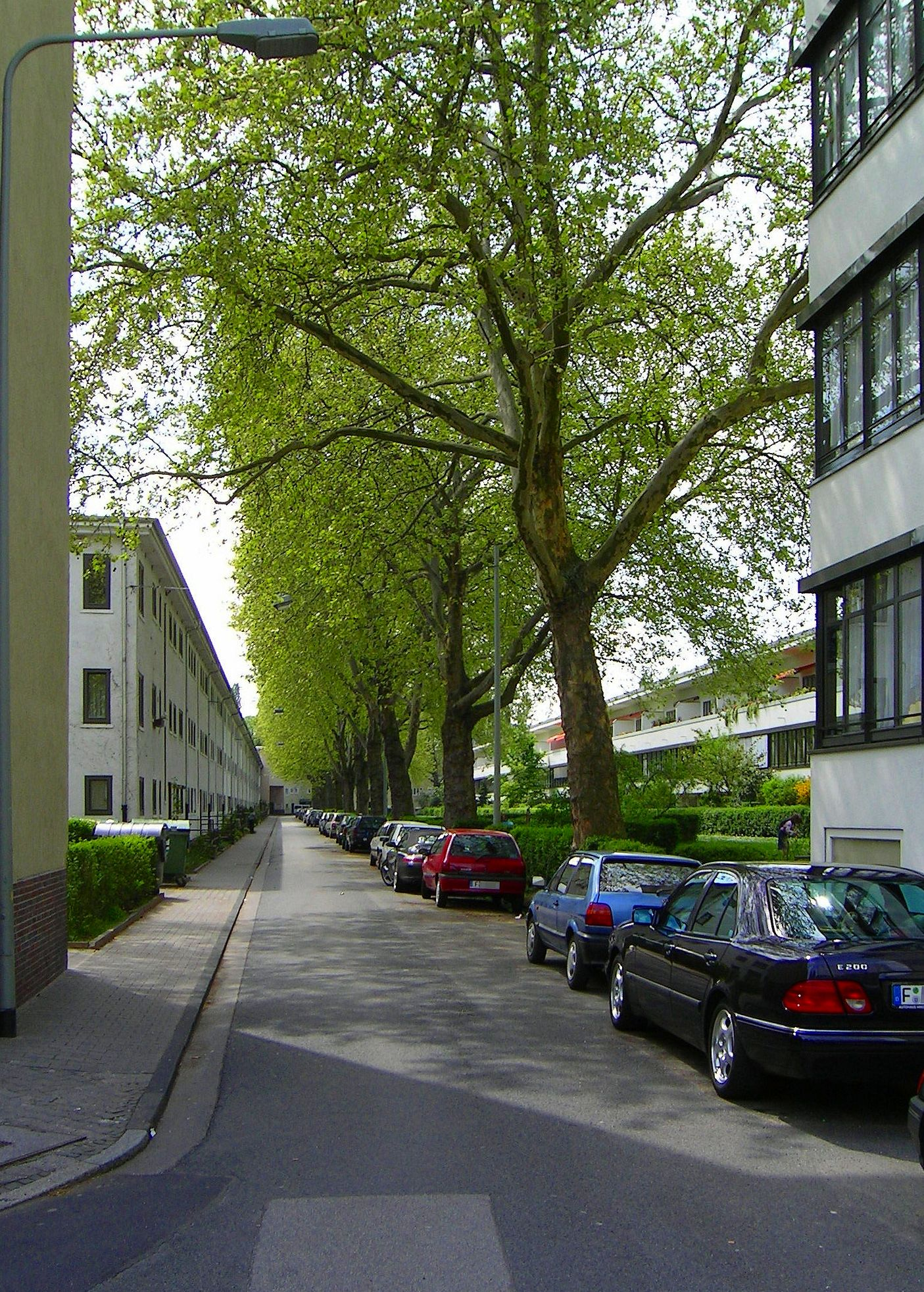
Eine der einander weitgehend gleichenden Straßen der Heimatsiedlung: Unter den Platanen

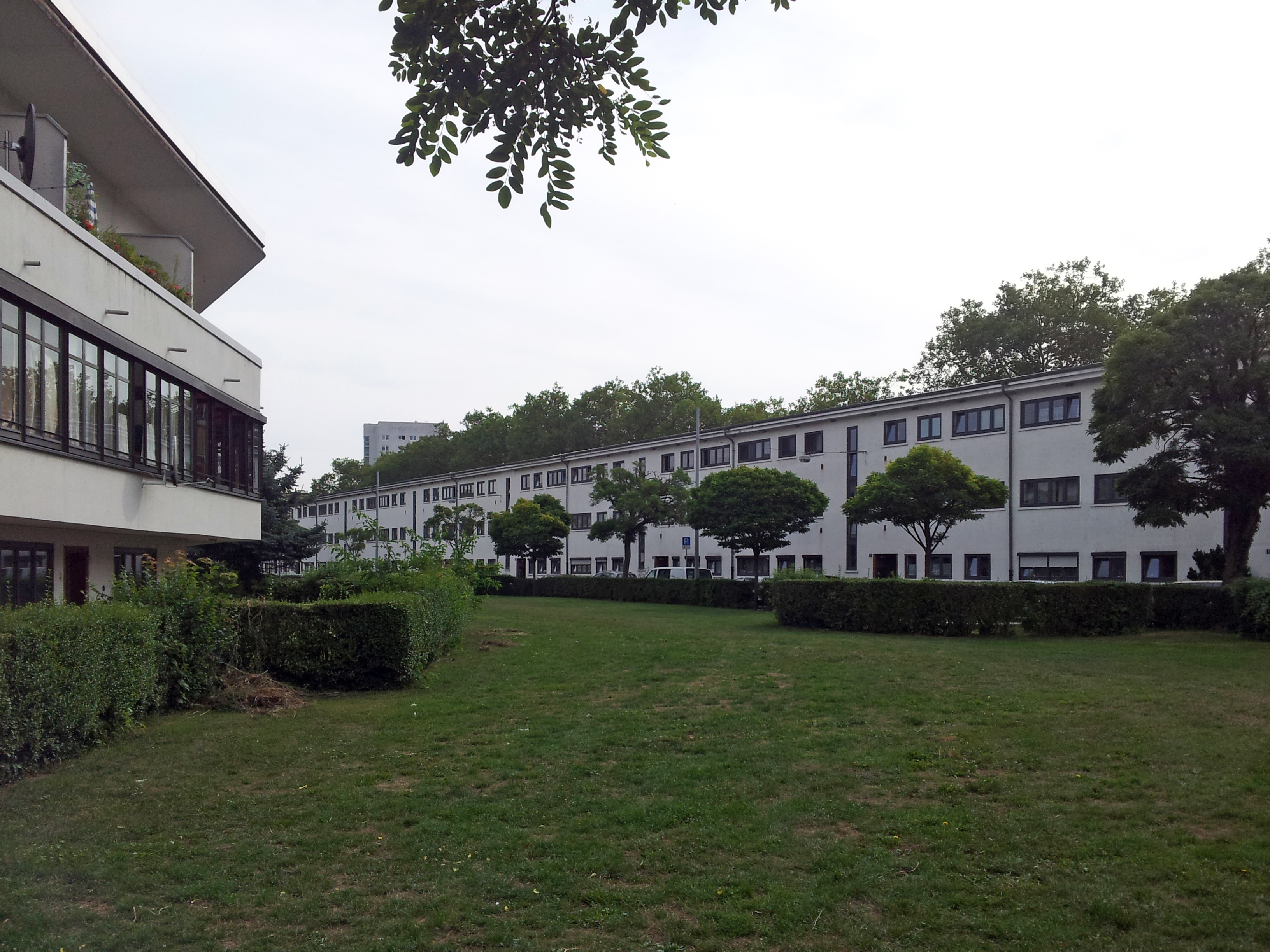
Zwischen den Häuserzeilen befinden sich breite Grünanlagen

Die Heimatsiedlung in Frankfurt am Main ist ein Wohngebiet im Südwesten des Stadtteils Sachsenhausen-Nord. Die Siedlung liegt zwischen den beiden im Süden zusammenlaufenden Ein- und Ausfallstraßen Kennedyallee und Mörfelder Landstraße, einem Bahndamm und der Stresemannallee.

## Allgemeines
Die ersten Planungen für die Siedlung Am Riedhof gehen in die 1920er-Jahre, als man das bisher ungenutzte Gebiet im Süden Frankfurts erschließen wollte. Gleichzeitig sollte die Wilhelmstraße (heutige Stresemannallee) verlängert werden. Für die städtebauliche Planung war der seit 1925 in Frankfurt am Main agierende Hochbaudezernent Ernst May zuständig, der mit dem Plan vom Neuen Frankfurt schon seit 1926 mit der Realisierung einiger Siedlungen begonnen hatte. Der Plan sah vor, das gesamte Gebiet rund um den Riedhof, das damals der Familie Bethmann gehörte, mit Wohnungen zu bebauen, um der Wohnungsnot in der Innenstadt entgegenzuwirken. Nach dem Plan wurde das Baugebiet Riedhof durch die Stresemannallee und die Mörfelder Landstraße in vier Teile gegliedert. Vollendet wurde das Siedlungskonzept in Sachsenhausen allerdings nicht. Realisiert wurde in der Weimarer Republik nur der westliche Teil, die Heimatsiedlung. Der restliche Bebauungsplan lag bis nach dem Zweiten Weltkrieg auf Eis und wurde dann unter veränderten Bedingungen als Fritz-Kissel-Siedlung verwirklicht.
Ausführender Architekt der Heimatsiedlung war Franz Roeckle, der zuvor schon die Westendsynagoge errichtet hatte. Baubeginn für die Siedlung war 1927. Die Siedlung weist zwei unterschiedliche Häusertypen auf. Die Randbebauung besteht aus vierstöckigen Gebäuden, die den inneren Teil der Siedlung durch ihre Höhe abzuschirmen scheinen. Im Inneren besteht die Heimatsiedlung aus mehreren Häuserzeilen, die allesamt dreistöckig sind. Jede Häuserzeile hat einen kleinen Hintergarten, der an der Straße der nächsten Zeile liegt. Die Straßen sind nach den dort gepflanzten Bäumen wie folgt benannt: Unter den Buchen, Birken, Eichen, Eschen, Linden, Platanen, Akazien und Kastanien. Am Rande der Siedlung verläuft von der Stresemannallee zur Mörfelder Landstraße hin der Heimatring. Auf der Rückseite der dortigen vierstöckigen Häuser befindet sich ein Fußweg in einer Grünanlage, der durch Pappeln eingefasst ist. Daher wird dieser Fußweg auch Pappelallee genannt. Dies ist jedoch kein offizieller Straßenname.
Seit 1990 befindet sich am nördlichen Rand der Siedlung der S-Bahn-Haltepunkt Stresemannallee.

## Entstehung
Etwa zur Zeit der Entstehung der Siedlung Römerstadt im Norden Frankfurts begann Ernst May im Jahre 1927 auf der südlichen Mainseite im Stadtteil Sachsenhausen mit der Planung und dem Bau der Siedlung Riedhof. Hier entstehen in den Jahren 1927 bis 1934 in zusammen sieben Bauabschnitten insgesamt 1072 Wohnungen und 50 Einzelhandelsgeschäfte auf dem Gelände eines ehemaligen Gutes, des Riedhofes, dessen achteckige, wuchtige (120 m × 120 m) Anlage noch bis 1962 das über die heutige Heimatsiedlung hinausgehende Siedlungsgebiet beherrscht.
Die Siedlung Riedhof ist einerseits ein wichtiges Beispiel der Frankfurter Siedlungsentwicklung aus der Ära May, andererseits aber auch in verschiedener Hinsicht eine Ausnahme unter den baulich und strukturell weitgehend homogen erscheinenden Siedlungen dieser Epoche des Neuen Bauens in Frankfurt am Main.
So war die Bebauung am Sachsenhäuser Riedhof auch Teil des kommunalen Siedlungskonzeptes und die Siedlung selbst entstand nicht nur zeitgleich zur Römerstadt, sondern sie weist auch in ihrem dynamischen, expressionistisch beeinflussten Grundriss klare Ähnlichkeiten mit dieser auf. Auf der anderen Seite ist die Heimatsiedlung die einzige große nicht von den kommunalen Wohnungsbaugesellschaften errichtete und somit auch nicht architektonisch von Ernst May als künstlerischem Leiter dieser Gesellschaften entworfene Siedlung. Stattdessen zeichnet der freischaffende Architekt Franz Roeckle (1879–1953) als Auftragnehmer der Bauherrin Heimat AG verantwortlich. Von daher besitzt diese Siedlung eigene gestalterische Elemente und weicht somit teilweise von der „Frankfurter Norm“ ab. „Vergleicht man beide Stadttypen, den der Blockbebauung mit dem des Zeilenbaus, so stellt die Heimatsiedlung Riedhof, deren ausgeführter Teil von Franz Roeckle stammt, einen der noch heute interessantesten Beiträge dar, deren urbanistische Möglichkeiten noch nicht zu Ende gedacht sind. Roeckle gelingt es, eine großstädtische Überbauung mit hoher Dichte zu entwickeln, die die Eigenschaften der innerstädtischen Blockbebauung mit der Orientierung und Freiraumbezogenheit der Zeilenbauten verbindet, ohne die Qualität der geschlossenen Stadtstraße aufzuheben.“ (Jourdan 1984:208)
In Frankfurt war Roeckle mit der Planung und Durchführung verschiedener anderer Wohnanlagen (Hallgartenblock 1924–1926, An der Hügelstraße, Baugruppe Komba, 1926 und 1929; Raimundstraße, Baublock Mavest, 1926 und 1929; Gärtnersiedlung „Im Teller“, 1927) beauftragt und als Privatarchitekt an der Vorplanung der Gartenstadt Goldstein (1930) beteiligt.
Bekannter ist sein Engagement in der planerisch von Walter Gropius und Otto Haesler zu verantwortenden Mustersiedlung Dammerstock in Karlsruhe. Im Rahmen dieser Ausstellungssiedlung errichtete er zeitgleich zur Heimatsiedlung die drei Bauabschnitte der Heimat AG; er leistete damit an dieser von verschiedenen Architekten durch drei Wohnungsbaugesellschaften errichteten Mustersiedlung den architektonisch größten Einzelteil mit rund 30 % der gesamten Dammerstocksiedlung. Die in der von ihm geplanten langen Hauszeile bestehenden Ähnlichkeiten zur Heimatsiedlung sind offenkundig.
„Bei den meisten seiner Bauten fällt auf, dass sich Roeckle mit seiner Formensprache von der seiner Zeitgenossen absetzte. Waren es zu Anfang in erster Linie eine kubische, der Antike entlehnte Formgebung und eine derbe Materialbehandlung, so waren es später mit dem Neuen Bauen einige, zum Teil recht pfiffige Architekturelemente, mit denen er den Gebrauchswert der Wohnung steigerte. Er war es, der den Wintergarten für den sozialen Wohnungsbau entdeckte.“ (Dreysse 1988:7)
Die Heimatsiedlung ist aber nicht nur aufgrund ihrer von den anderen Siedlungen abweichenden architektonischen Formensprache und wegen der speziellen Konzeption der Wohnungen, die sich von den damals üblichen Frankfurter Typenwohnungen aus dem Atelier des Hochbauamtes durchaus unterscheiden, etwas Besonderes, sondern sie weist darüber hinaus auch eine ungewöhnliche Durchmischung der Wohnsiedlung mit rund 50 kleineren Läden und Werkstätten für den täglichen Bedarf auf, welche auch heute noch in oftmals kaum veränderter Handelszweigzugehörigkeit die Siedlung versorgen.
In der architektonischen Fachliteratur wurde die Siedlung Riedhof weder in den zeitgenössischen Veröffentlichungen der Weimarer Zeit noch in den Rezeptionen des Neuen Bauens auch nur annähernd so beachtet wie die Siedlungen der Niddatalbebauung als die zentralen Beispiele der Ära May. Erst in den 1980er Jahren ist die Heimatsiedlung im Zusammenhang mit dem „Neue-Heimat-Skandal“, den dadurch ausgelösten Verkaufsverhandlungen und insbesondere die Diskussionen über eine Genossenschaftslösung in den Mittelpunkt des aktuellen wohnpolitischen Interesses gerückt.

## Trägerschaft
Auch in der Trägerschaft ist die Heimatsiedlung eine Ausnahme; sie wird als einzige der Frankfurter Siedlungen im gewerkschaftlichen Wohnungsbau durch die seinerzeit gerade in Berlin frisch gegründete Heimat AG errichtet, eine Tochtergesellschaft des Gewerkschaftsbundes der Angestellten (GdA), dem Vorläufer der späteren DAG (Deutsche Angestellten-Gewerkschaft). Aus diesem Zusammenhang heraus wird auch die offizielle Siedlungsbezeichnung Riedhof-West, unter der dieser Teil des Sozialen Wohnungsbaues auf dem Sachsenhäuser Riedhofgelände in den Geländewinkel zwischen der Eisenbahn nahe dem Südbahnhof und zwei den Ausfallstraßen Mörfelder Landstraße und Stresemannallee errichtet wird, sehr bald in die heute noch gängige Bezeichnung Heimatsiedlung geändert; der Name hat also direkt nichts mit dem späteren Eigentümer Neue Heimat zu tun.
Erst mit Wirkung vom 1. Januar 1941 geht die Siedlung aufgrund einer lokalen Bereinigung des ehemals gewerkschaftlichen, zu dieser Zeit im Besitz der Deutschen Arbeitsfront befindlichen Bestandes an Wohnungen an die Gemeinnützige Wohnungs- und Siedlungsbau-Aktiengesellschaft (Gewobag) bzw. durch die noch zuvor im Jahre 1940 beschlossene Änderung der Firmenbezeichnung an die Neue Heimat. Gemeinnützige Wohnungs- und Siedlungsgesellschaft der deutschen Arbeitsfront über (Vgl. Schreiben der Heimat AG vom Dezember 1940 bzw. der Neuen Heimat vom 28. Dezember 1940 an die Mieter). Von diesem Tage ab gehen die bis dahin zwischen den Siedlungsbewohnern und der Heimat AG Berlin abgeschlossenen Mietverträge mit allen Rechten und Pflichten auf die neue Eigentümerin Neue Heimat über.

## Belegung

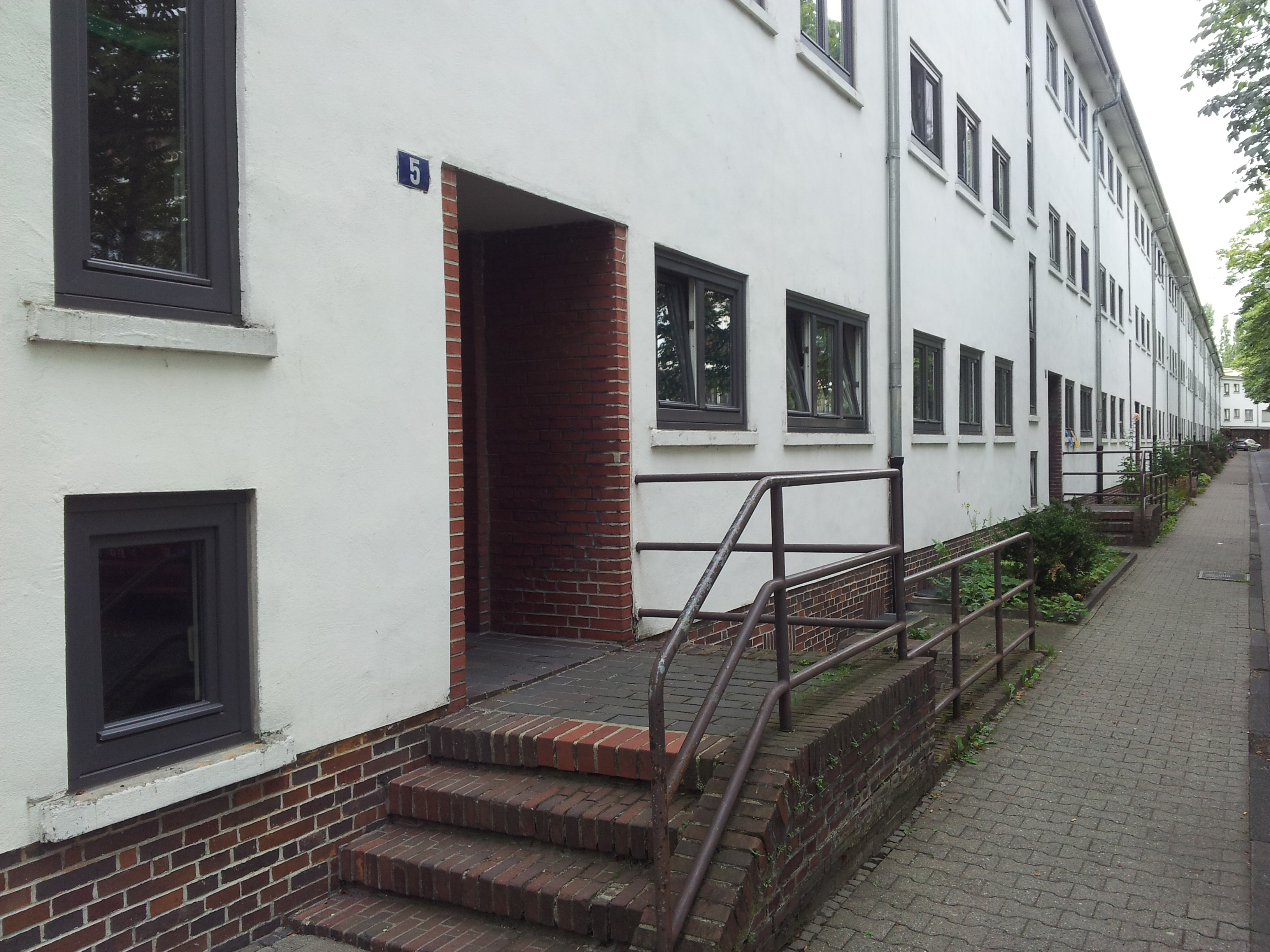
Eingangssituation an einem der Häuser

Die gewerkschaftliche Trägerschaft der Siedlung hat natürlich direkte Auswirkungen auf das Verfahren der Belegung und die Zusammensetzung der zukünftigen Mieterschaft, denn es werden bei der Erstbelegung vor allem, d. h. zu mindestens 80 % reichsversicherungspflichtige Angestellte berücksichtigt, also eine damals überdurchschnittlich gut verdienende Mittelschicht. „Mieter konnten nur die werden, die Gewerkschaftsmitglieder bei der DAG waren, also kaufmännische Angestellte.“ (Anton Schwab, Mieter seit 1930, Interview vom 28. Juni 1985). Die Belegung der Wohnungen erfolgt wohl durch die Frankfurter Außenstelle der Heimat AG unmittelbar, allerdings unter den gleichen Vergabebedingungen, unter denen auch die anderen Frankfurter Siedlungen vermietet werden; zur Gültigkeit bedürfen daher die zwischen der Wohnungsbaugesellschaft und den potentiellen Mietern abgeschlossenen Mietverträge der jeweils im Einzelfall erteilten Genehmigung des städtischen Wohnungsamtes.
Nicht so sehr unterscheidet sich die Heimatsiedlung in der Altersstruktur der Erstbezieher von den anderen Siedlungen; für viele ist der Einzug in die neuerstellte Siedlungswohnung auch hier gleichzusetzen mit der Hausstandsgründung nach erfolgter Eheschließung, für manche dabei auch die erste Wohnung in Frankfurt überhaupt nach berufsbedingtem Zuzug. „Wir waren alle ziemlich gleichaltrig, 25 bis 35 Jahre, wir waren die Generation, die den 1. Weltkrieg als Kind erlebt hatte.“. Quantitative Aussagen über die Sozialstruktur und die politische Einordnung der Bewohner gibt es nicht. Nach sehr groben Untersuchungen durch den Mieterverein aus dem Jahre 1987 anhand überlebender Zeitzeugen von heute nimmt man an, dass es sich bei den Bewohnern Ende der 1920er / Anfang der 1930er Jahre überwiegend um eher konservativ denkende Menschen handelt, die dem Zentrum oder sogar den Deutschnationalen nahestehen und weniger um Parteigänger der Sozialdemokraten oder gar Kommunisten. Dennoch lässt sich aus diesen Erzählungen und eigenen Interviews mit noch während der Weimarer Republik zugezogenen Bewohnern ableiten, dass es bis Mitte der 1930er Jahre durchaus ein gewisses Widerstandspotential gegen die seit 1933 herrschenden Nationalsozialisten gibt.
„Es wird deutlich, dass es Widerstand, und zwar noch sehr offen, bis Mitte der 30er-Jahre gab. Später zogen sich Gegner des Hitlerregimes zurück, trafen sich privat, in Kirchen und versuchten sich gegenseitig zu helfen. ohne sich selbst zu gefährden.“
Andererseits muss man aber auch klar konstatieren, dass schon mindestens seit Herbst 1932 einzelne Parteigenossen als Mitglieder der Aktienkommission zu den aktiven Trägern des Mietervereins gehören und nach der Machtergreifung diese Personen und andere die Gunst der Stunde nutzende Mitbewohner in den Jahren 1933 und 1934 klar den Mieterverein dominieren.